# Delfina Pignatiello
Delfina Pignatiello, née le 19 avril 2000 à San Isidro, est une nageuse argentine spécialiste de la nage libre.

## Carrière
Pignatiello débute la natation à l'âge de douze ans.
En 2017, elle participe aux Championnats du monde juniors de natation à Indianapolis (États-Unis) où elle remporte l'or sur le 800 et le 1 500 m nage libre et l'argent sur le 400 m nage libre. Elle établit alors un nouveau record d'Argentine sur le 1 500 m. L'année suivante, aux Jeux olympiques de la jeunesse de 2018 à Buenos Aires, elle est médaillée d'argent sur le 400 m en 8 min 27 s 60 et le 800 m nage libre. Sur le podium du 800 m, elle rend hommage à sa grand-mère, décédée une semaine avant les Jeux.
Le 15 juin 2019, lors de l'étape de la Mare Nostrum à Barcelone, elle établit un nouveau record d'Amérique du Sud sur le 1 500 m nage libre en 15 min 51 s 68. Lors de l'étape à Canet-en-Roussillon, elle établit là un nouveau record continental sur le 800 m nage libre en 8 min 24 s 33. En août, elle participe à ses premiers Jeux panaméricains à Lima et remporte trois médailles d'or : sur le 400 m, le 800 m et le 1 500 m nage libre.